# Brodhead (Kentucky)
Brodhead is een plaats (city) in de Amerikaanse staat Kentucky, en valt bestuurlijk gezien onder Rockcastle County.

## Demografie
Bij de volkstelling in 2000 werd het aantal inwoners vastgesteld op 1193.
In 2006 is het aantal inwoners door het United States Census Bureau geschat op 1203, een stijging van 10 (0,8%).

## Geografie
Volgens het United States Census Bureau beslaat de plaats een oppervlakte van
5,7 km², geheel bestaande uit land. Brodhead ligt op ongeveer 285 m boven zeeniveau.

## Plaatsen in de nabije omgeving
De onderstaande figuur toont nabijgelegen plaatsen in een straal van 28 km rond Brodhead.